# James Addy
James Aryee Addy (ur. 9 grudnia 1939 w Akrze, zm. 29 kwietnia 2009 tamże) – ghański lekkoatleta, sprinter, czterokrotny olimpijczyk.

## Kariera sportowa
Odpadł w półfinale sztafety 4 × 400 metrów na igrzyskach olimpijskich w 1960 w Rzymie. Na igrzyskach Imperium Brytyjskiego i Wspólnoty Brytyjskiej w 1962 w Perth zdobył brązowy medal w sztafecie 4 × 440 jardów (która biegła w składzie: Ebenezer Quartey, Frederick Owusu, Addy i John Asare-Antwi), a także odpadł w półfinale biegu na 440 jardów. Odpadł w półfinale biegu na 400 metrów i w eliminacjach sztafety 4 × 400 metrów na igrzyskach olimpijskich w 1964 w Tokio.
Zdobył srebrny medal w biegu na 400 metrów na igrzyskach afrykańskich w 1965 w Brazzaville, przegrywając tylko z Wilsonem Kiprugutem z Kenii. Na igrzyskach Imperium Brytyjskiego i Wspólnoty Brytyjskiej w 1966 w Kingston zdobył złoty medal w sztafecie 4 × 110 jardów (w składzie: Bonner Mends, Ebenezer Addy, James Addy i Stanley Allotey) oraz odpadł w półfinale biegu na 220 jardów. Odpadł w ćwierćfinale biegu na 200 metrów i półfinale sztafety 4 × 100 metrów na igrzyskach olimpijskich w 1968 w Meksyku. Na igrzyskach Brytyjskiej Wspólnoty Narodów w 1970 w Edynburgu zdobył srebrny medal w sztafecie 4 × 100 metrów (w składzie: Michael Ahey, Addy, Edward Owusu i George Daniels) oraz odpadł w ćwierćfinale biegu na 100 metrów, a na igrzyskach olimpijskich w 1972 w Monachium odpadł w półfinale sztafety 4 × 100 metrów.

## Rekordy życiowe
Rekordy życiowe Jamesa Addy’ego:
- bieg na 100 metrów – 10,5 s (1968)
- bieg na 200 metrów – 20,87 s (1971)
- bieg na 440 jardów – 46,8 s (1965)